# Литценберг, Вилли
Вилли Литценберг (нем. Willy Litzenberg; 27 ноября 1900, Либенвальде — 25 июня 1964, Вюрцбург) — немецкий полицейский, оберштурмбаннфюрер СС, офицер гестапо. Возглавлял службу A 3 в IV отделе РСХА. Курировал преследования правоконсервативной оппозиции нацистскому режиму. Участвовал в репрессиях против деятелей антигитлеровского заговора 20 июля 1944. В 1945 году интернирован американскими войсками. После освобождения был агентом Федеральной разведывательной службы ФРГ.

## В полиции
Окончив среднюю школу в 1918 году, несколько месяцев Вилли Литценберг служил в армии Германской империи на Первой мировой войне. Демобилизовавшись, вступил во фрайкор, поскольку придерживался крайне правых политических взглядов. Учился на юриста, но из-за денежных трудностей не смог окончить образование.
В 1925 году Литценберг поступил на службу в полицию Берлина. С 1929 занимал должность главного инспектора одного из отделов полицей-президиума.

## В гестапо
Вилли Литценберг поддержал приход нацистов к власти. 1 мая 1933 вступил в НСДАП. Продолжил полицейскую службу в Третьем рейхе. 17 июля 1933 переведён на службу в гестапо. Специализировался на преследованиях «контрреволюционеров» и «реакционеров» — правоконсервативных противников нацизма.
С 1 января 1939 Вилли Литценберг — сотрудник Главного управления полиции безопасности. После создания Главного управления имперской безопасности в сентябре 1939 года служил в IV отделе РСХА. Возглавлял департамент IV A 3, объектами которого назывались такие категории, как «реакционеры, оппозиционеры, монархисты, либералы, эмигранты, предатели родины». Имел звания штурмбаннфюрера СС и криминальдиректора полиции. С 9 ноября 1944 Литценберг — оберштурмбанфюрер СС.
В характеристике от 5 мая 1941 года начальник гестапо Генрих Мюллер отмечал, что полицейский профессионализм у Литценберга развит больше, чем политическая подготовка, однако характеризовал его идеологические и политические взгляды как «безупречные». Он отмечал также хорошее отношение подчинённых к Литценбергу при враждебности внешнего окружения.
Штурмбаннфюрер Литценберг участвовал в репрессиях против участников антигитлеровского заговора 20 июля 1944 года. Это было закономерно, учитывая принадлежность многих участников заговора к консервативной военной элите. Именно Литценберг организовал арест начальника криминальной полиции Артура Небе. Впоследствии арест Небе считался главным достижением Литценберга на гестаповской службе.

## В плену
После разгрома Третьего рейха в мае 1945 года Вилли Литценберг пытался скрыться под фамилией Эйкман, но был взят в плен американскими войсками. Содержался в Нюрнберге.
В октябре 1945 Литценберг был допрошен относительно деятельности айнзацгрупп, отрицал свою причастность к ним (указывая при этом, что отчётность айнзацгрупп проходила по части преследований коммунистов). По материалам допроса, Литценберг «заявлял о своём глубоком возмущении зверствами и массовыми экзекуциями и горько жаловался на то, что на допросах не проявляется доверия ко всему, что он говорит».
Несколько лет Вилли Литценберг был интернирован. Выступал в качестве свидетеля на Нюрнбергском процессе.

## В БНД
После выхода на свободу в 1949 году Вилли Литценберг находился на пенсии как бывший полицейский. В 1957 году генерал бундесвера Адольф Хойзингер (бывший генерал вермахта) рекомендовал БНД сотрудничество с Вилли Литценбергом как «высококвалифицированным функционером». Рекомендацию поддержал Рейнхард Гелен. При этом Литценберг характеризовался как «детектив, а не палач».
Литценберг был принят как оперативный агент под псевдонимом Леберт и кодовым номером V 68. Он организовал агентурную сеть из бывших сотрудников гестапо, которые теперь вели наблюдение за бывшими гестаповцами и правонационалистическими экстремистами. Тем самым своеобразно продолжилась политическая специализация Литценберга, который и при нацистах преследовал «правых реакционеров».
Вилли Литценберг скончался в вюрцбургской больнице в возрасте 63 лет. В учётных документах БНД это событие отмечалось как «смерть V 68».